# Bet Sze’arim
Bet Sze’arim (hebr. בֵּית שְׁעָרִים, arab. بيت الغرباء, Bayt al-Gurabā) – starożytne żydowskie miasto i nekropolia w okresie talmudycznym.
Obecnie część obszaru starożytnego miasta jest chroniona poprzez utworzony na tym terenie park narodowy. Znajduje się on na południowych obrzeżach miasteczka Kirjat Tiwon na północy Izraela. W 2015 roku nekropola została wpisana na listę światowego dziedzictwa UNESCO.

## Położenie
Park Narodowy Bet Sze’arim jest położony na wzgórzu o wysokości 120 metrów n.p.m. Wchodzi on w skład pasma wzgórz oddzielających Dolinę Jezreel od Emek Zewulun w Dolnej Galilei, na północy Izraela. Na południe od parku przepływa rzeka Kiszon.

## Historia
Miasto Bet Sze’arim zostało założone pod koniec I wieku p.n.e., za panowania króla Heroda Wielkiego. Było to zamożne żydowskie miasto, nazywane po grecku Besara. Znajdowała się w nim stolica administracyjna Doliny Jezreel i siedziba królowej Bereniki II. Po zniszczeniu w 70 roku Świątyni Jerozolimskiej do Bet Sze’arim przeniósł się Sanhedryn. Mieszkał tutaj rabin Juda ha-Nasi. Pod koniec życia przeniósł się do Seforis, ale swój pogrzeb zaplanował w Bet Sze’arim, na ziemi, którą otrzymał w prezencie od rzymskiego cesarza Marka Aureliusza. Miasto zostało zniszczone przez pożar w 352 roku, pod koniec żydowskiej wojny przeciwko Gallusowi. Zostało odbudowane jako miasto bizantyjskie. W okresie panowania arabskiego była to niewielka wioska, która pod koniec XVI wieku nazywała się Szeik Bureik.
Badania archeologiczne w Bet Sze’arim rozpoczęto w 1880 roku. Odkryto wówczas liczne groby i katakumby, nie prowadzono jednak wykopalisk. W 1936 roku odkryto wejście do jaskini z labiryntem katakumb. W następnych latach prowadzono tutaj liczne badania archeologiczne.

## Park Narodowy
W miękkich wapiennych wzgórzach wykuto pod miastem labirynt około 30 systemów jaskiń, w których utworzono miejsce pochówku zmarłych. Katakumby tworzą rozległy podziemny labirynt, w którym znajdują się setki marmurowych lub kamiennych sarkofagów. To z jakiego materiału został wykonany sarkofag zależało od pozycji społecznej zmarłego. Kiedy Rzymianie zabronili Żydom wstępu do Jerozolimy, Bet Sze’arim stało się dla nich głównym ośrodkiem życia narodowego i duchowego. Na tutejszym cmentarzu grzebano Żydów z całego regionu. Na sarkofagach widnieją skomplikowane zdobienia, symbole i postacie, jak również inskrypcje nagrobne w językach hebrajskim, greckim i aramejskim. Wśród setek inskrypcji są zawarte informacje z nazwiskami zmarłych, ich zawodami, miejscem zamieszkania i osiągnięć życiowych. Większość zmarłych została pochowana na pólkach wykutych w skale, a tylko najbardziej wpływowe osoby pochowano w osobnych sarkofagach. Niektóre z jaskiń tworzą ogromne galerie z imponującymi sklepieniami. Największą ze wszystkich jest jaskinia nr 20 (długość i szerokość około 75 metrów). Odkryto w niej 125 kamiennych sarkofagów, z których jedna trzecia jest zdobiona. Miejsce to jest unikalnym zapisem osiągnięć historycznych i kulturowych Żydów z okresu dwustu lat. Jest to najstarszy tak rozległy cmentarz żydowski odkryty na świecie. Z tego powodu katakumby zgłoszono w 2002 roku na listę światowego dziedzictwa UNESCO.
Obecnie teren jest objęty ochroną i wchodzi w skład Parku Narodowego Bet Sze’arim.

### Turystyka

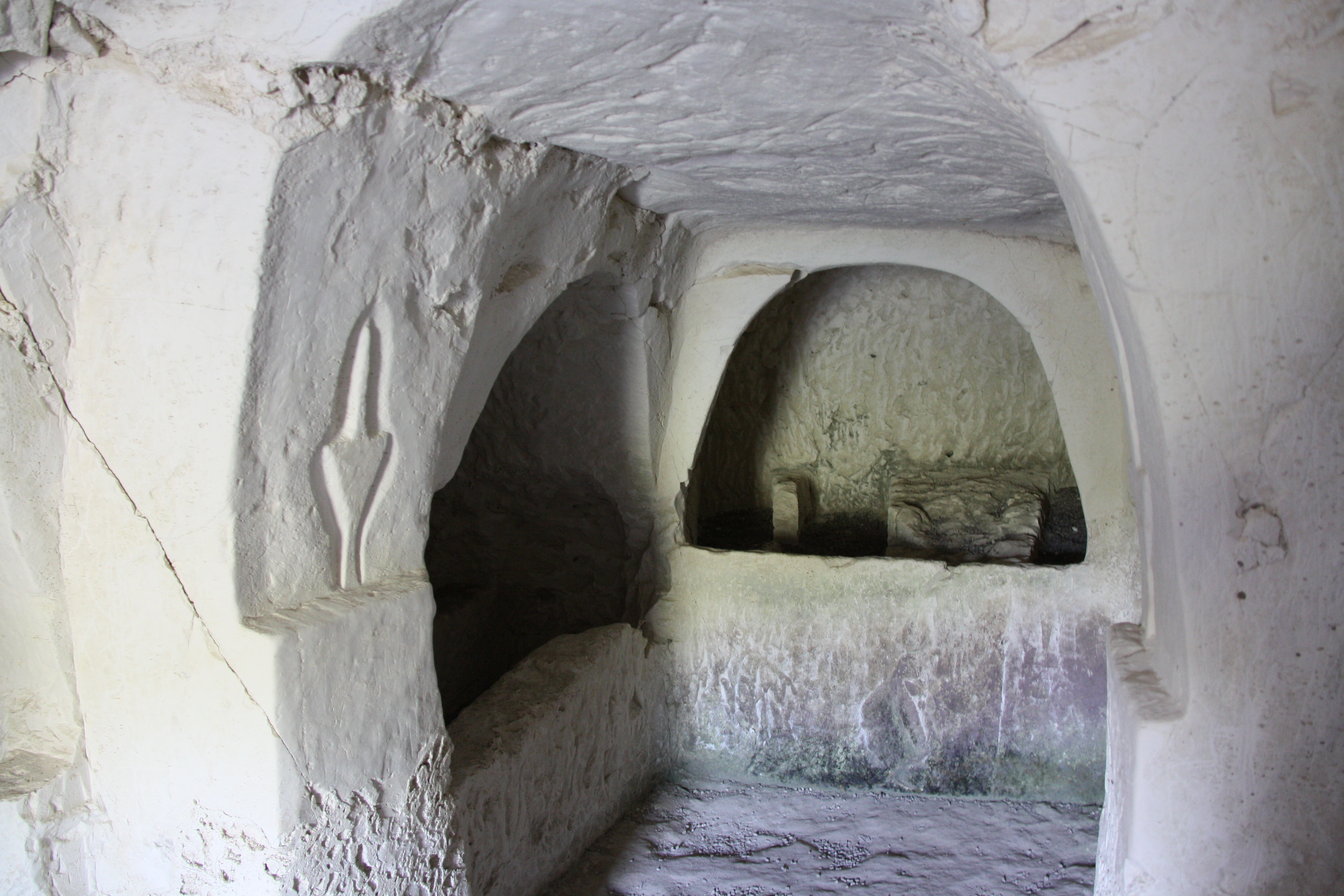
The Lulavim cavern

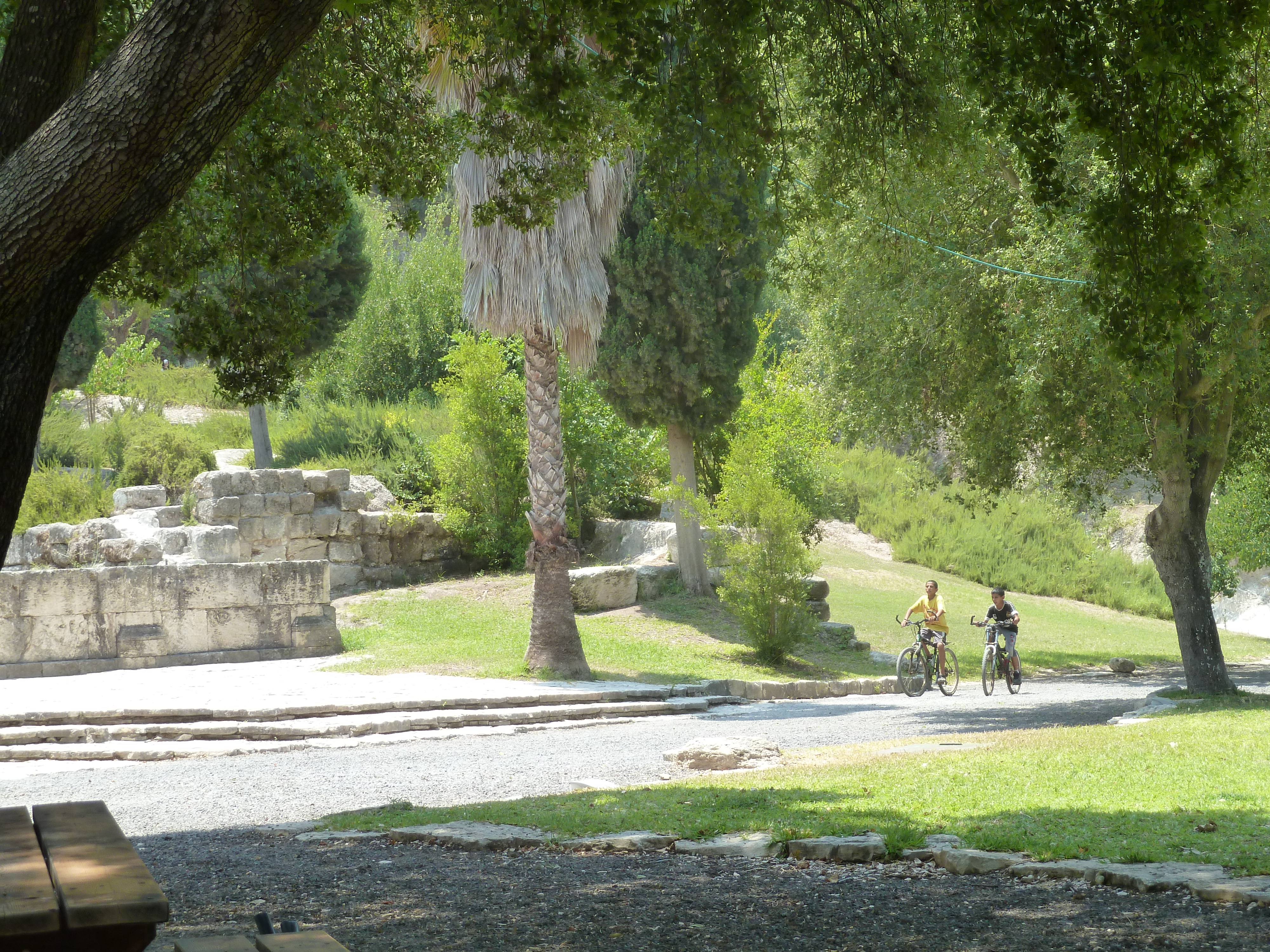
Tereny Parku Narodowego Bet Sze’arim

Czas zwiedzania wynosi około 1-2 godzin. W parku organizowane są różne imprezy okolicznościowe.